# Illja Kabakov
Illja Josypovyč Kabakov (in russo  Илья́ Ио́сифович Кабако́в?, in ucraino Ілля Йосипович Кабаков?; Dnipropetrovs'k, 30 settembre 1933 – 27 maggio 2023) è stato un artista sovietico.

## Biografia

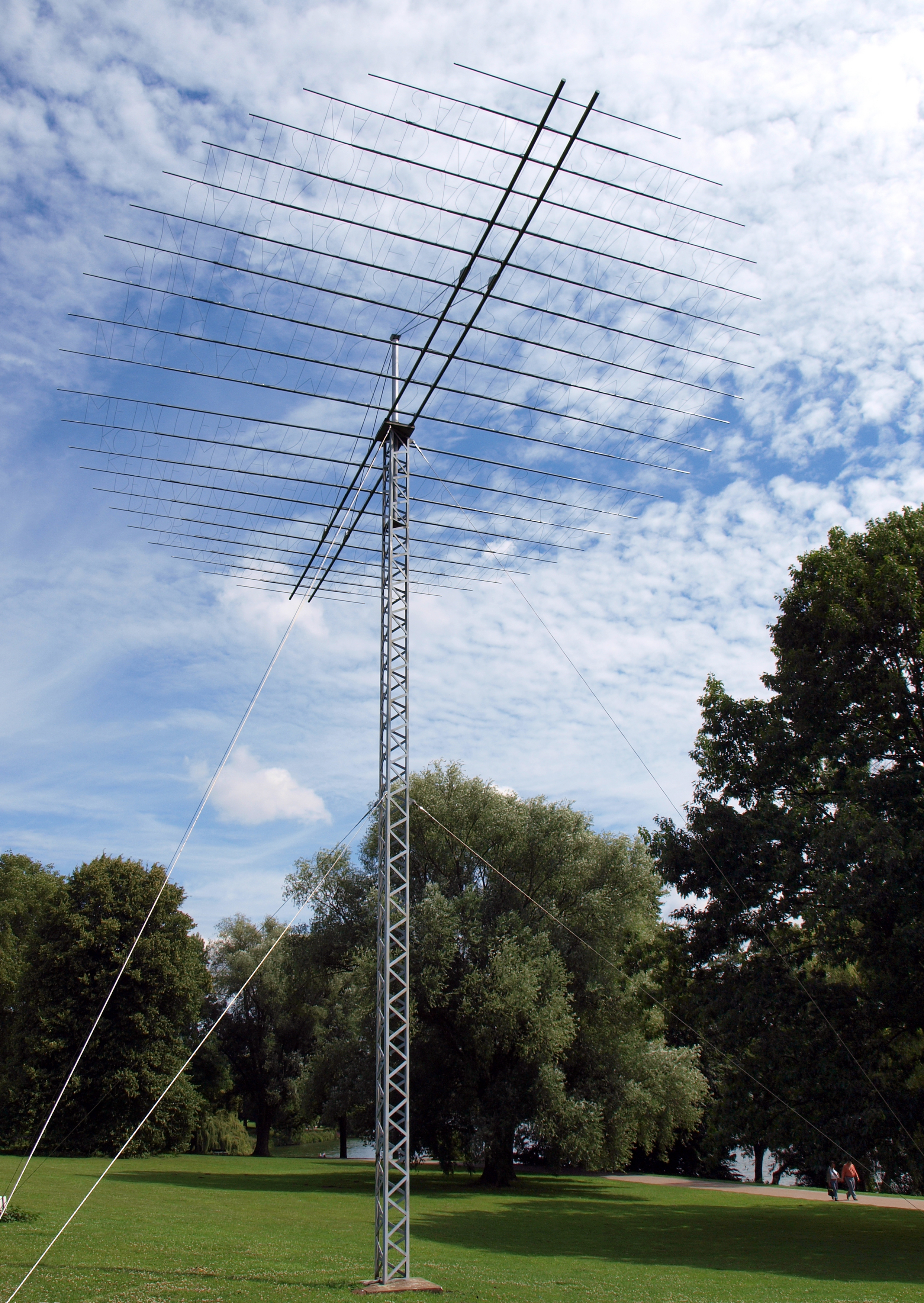
Installazione a Münster

Kabakov studiò all'istituto Surikov e in seguito al Moscow Polygraphic Institute, entrambi a Mosca. Conseguì i diplomi nel 1957.
Tra gli anni settanta e ottanta prese parte al gruppo del Concettualismo moscovita.
Nel 1987 emigrò in Occidente, prima a Graz, in Austria, e in seguito negli Stati Uniti. Dal 1989 Kabakov iniziò una collaborazione con la sua nipote e la futura moglie Emilia. Nel 1992 i due si trasferirono a New York.

## Opera
La sua opera viene indicata come uno degli esempi più significativi dell'arte installativa e dell'arte concettuale. Kabakov realizzò centinaia di opere installative in musei e mostre in tutto il mondo.